# Walfergem
Walfergem is een gehucht van de Belgische gemeente Asse. Walfergem telt zo'n 2000 inwoners en ligt geografisch gezien in de Brabantse Kouters van de Groene Gordel.

## Geschiedenis
De naam verwijst naar het Germaanse woord heem (ghem, heem = huis, verblijfplaats) en de Germaanse naam Walfer (= Walter). Waarschijnlijk werd dit gehuchtje ooit bewoond door een Germaans stamhoofd dat Walfer heette. 

## Bezienswaardigheden
- Het Ascanuscollege
- De Kapelanij van Onze-Lieve-Vrouw van het Heilig Hart, in 1908 gebouwd door de Missionarissen van het Heilig Hart.
- Het Kasteel van Walfergem (Kasteel Wolfrot)

## Ongeval
Op 25 april 1966 vond een van de grootste verkeersrampen in de geschiedenis van België plaats. 

## Bekende inwoners
Jan Polák, voetballer RSC Anderlecht

## Nabijgelegen kernen
Asse, Sint-Ulriks-Kapelle, Bekkerzeel, Kobbegem